# メリマン・スミス
アルバート・メリマン・スミス（Albert Merriman Smith, 1913年2月10日 - 1970年4月13日）はアメリカ合衆国の通信社記者。UPI通信社（前身のUP通信時代を含む）のホワイトハウス担当を務めた。当時のアメリカ大統領ジョン・F・ケネディの暗殺を速報し、1964年のピューリッツァー賞を受賞。1967年には、アメリカで文民に贈られる最高位の勲章の一つ、大統領自由勲章を受けた。

## 経歴
ジョージア州サバンナ生まれ。ミドルネームや「スミッティ―」（Smitty）のあだ名で知られる。フランクリン・ルーズベルトからリチャード・ニクソンまで歴代のアメリカ大統領を取材し、大統領記者会見を「サンキュー・ミスター・プレジデント」("Thank you Mr. President."）のあいさつで終える慣習を始めた。このあいさつは1946年、ハリー・S・トルーマン政権を取材していた頃に書いた著書の題になっている
。ある大統領記者会見常連の通信社ベテラン記者によると、UPIでスミスの同僚記者だったヘレン・トーマスが先述の慣習を続けたことで、スミスの名声がより知られるようになった。
1940年、ホワイトハウスでの取材を開始。アメリカが第二次世界大戦に参戦してからは、大統領の出張全てに同行する通信社記者の1人として選ばれた。記者たちは安全上の理由から、出張終了まで記事を書かないことに同意していた。ゆえに1945年4月12日、ジョージア州ウォームスプリングスから、フランクリン・ルーズベルト大統領死去の記事を送った記者の1人となった。

## ケネディ暗殺事件の報道
1963年11月22日、ケネディ大統領のテキサス州ダラス訪問をUPIの主力記者として取材し、暗殺事件を速報した。
当時スミスは大統領公用車の車列のうち、無線電話を備えた報道陣用車両に乗り込んでいたが、銃撃が起きた瞬間、受話器を握りしめてUPIのダラス支局へ情報を入れた。連絡を受けたUPIが速報を配信したのは、ケネディ銃撃から4分後の午後0時34分（中部標準時）。速報電文は「ダラス中心部でケネディ大統領の車列に向かって3発の銃撃」（“DALLAS, NOV. 22 (UPI) – THREE SHOTS FIRED AT PRESIDENT KENNEDY’S MOTORCADE TODAY IN DOWNTOWN DALLAS.”）という1文だった。
速報を受けたアメリカのテレビ局も臨時ニュースへ移行していった。
車両にはAP通信のジャック・ベルとABCテレビのボブ・クラーク両記者も同乗していたが、スミスは口頭送稿を終えた後もダッシュボードの下にうずくまって受話器を独占し続けた。その間ベルは電話を奪取しようとスミスに殴りかかっていたという。スミスの行動には賛否両論があるが、スクープを狙う通信社記者の精神を表すエピソードとして紹介されることがしばしばある。この教訓からAPは大統領同行の際に、UPIと別の車に記者を分乗させるように改めた。
スミスはこの後にもスクープをものにする。搬送されたパークランド病院で、大統領専用車の後部座席に夫人の腕の中に頭部を抱きかかえられてぐったりしたケネディの姿を発見したスミスは、シークレットサービスの　クリント・ヒル に「容態は」と声を掛ける。「大統領は死んでいる」との耳打ちを受けてスミスは病院の電話に飛びつき、ヒルの話として大統領が致命傷を負ったとする速報を叩き込む。UPIがこの第2報を伝えたのは狙撃からわずか9分後のことだった。
スミスはケネディ暗殺報道で1964年、ピューリッツァー賞を受賞。この事件について「グラッシーノール」（茂みのある丘）と表現した初めての人物である。

## 晩年
1960年代にはジャック・パールやマーヴ・グリフィンが司会を務めるインタビュー番組に、ゲストとして頻繁に出演。1967年、大統領自由勲章をリンドン・ジョンソンから贈られた。
スミスは銃で自死を図り、1970年4月13日にワシントンD.C.の自宅で死亡した。ベトナム戦争で息子を亡くしたショックや、ケネディ暗殺を目撃したことで心的外傷後ストレス障害に苦しんでいた可能性が指摘されている。スミスの墓は、兵役の経験はないが、ワシントン軍管区総司令官の特別許可を出し、アーリントン国立墓地の息子の墓の隣に造られた。
フレッチャー・ニーベルとチャールズ・W・ベイリー2世の共著による小説Seven Days in May（五月の七日間）の終盤、スミスをモデルにしたホワイトハウス担当記者がミルキー（Milky）のあだ名で登場する。
ホワイトハウス記者協会によるジャーナリストへの表彰の一つに、スミスの名を冠した「メリマン・スミス記念賞」がある。

## 関連記事
- 1964年のピューリッツァー賞（英語版）